# Bump of chicken
BUMP OF CHICKEN (バンプ・オブ・チキン, Banpu Obu Chikin) é um grupo de rock alternativo japonês formado em 1994 em Sakura, Chiba, Japão. Os membros da banda são Fujiwara Motoo (vocal e guitarra), Masukawa Hiroaki (guitarra), Naoi Yoshifumi (baixo) e Masu Hideo (bateria). Desde sua criação em 1994, eles lançaram vinte e três singles e oito álbuns. Eles são uma banda bastante popular no Japão, todos os lançamentos desde que seu terceiro single, "Amateur Astronomy (天体観測, Tentai Kansoku)", chegou aos dez primeiros nas paradas semanais da Oricon. Suas músicas tem sido usadas em vários jogos de videogames, temas para filmes, programas de televisão e animes no Japão, como no caso da música "Zero (ゼロ)" do jogo Final Fantasy Type-0/Final Fantasy Type-0 HD e da música Karma (カルマ) para o jogo Tales of the Abyss , já nos animes, o March Comes in Like a Lion (3月のライオン, Sangatsu no Raion) tem as músicas "Answer (アンサー) e Fighter (ファイター), Blood Blockade Battlefront (血界戦線, Kekkai Sensen) com a música Hello,World!, o anime do jogo Granblue Fantasy (グランブルーファンタジー) que contém a música "GO." e com a música Sailing Day para o quarto filme do anime One Piece, One Piece The Movie: Dead End Adventure (ONE PIECE THE MOVIE デッドエンドの冒険, Wan Pīsu Za Mūbī: Deddo Endo no Bōken).

## Historia
O Bump of Chicken é formado por amigos de infância e foram colegas de sala durante todo o ensino primário, secundário e no ensino médio, sendo que foi na Escola West Usai Junior High, em 1994, eles decidiram formar a banda, por inciativa de Hideo Masu a Fujiwara Motoo e Naoi Yoshifum e depois as provas, Masukawa Hiroaki se junto a seus outros amigos de infância na banda.
O primeiro show deles aconteceu no ano seguinte, em 1995, num festival de escola colegial. Inicialmente eles apenas tocavam covers dos The Beatles em festivais escolares, mas com o tempo, passaram a escrever músicas próprias com letras em inglês. Já em 1996, a música "DANNY" ganhou um prêmio na 96TFM. Eles tinham apenas 17 anos. Neste mesmo ano eles receberam mais prêmios com a música "Glass no Blues" e até lançaram uma demo num show em 1997, que esgotou em apenas 10 minutos. No mesmo ano, a banda entrou em hiato, devido a entrada dos integrantes a universidade.
Em 1998, a banda voltava a ativa, fazendo vários shows na universidade e externamente, chegando a limitar os show para se conciliar com a universidade, nessa mesma época, eles conseguiram chama atenção das gravadoras, assim conseguindo um contrato com a High Line Records. Já em 1999, eles lançaram o primeiro álbum, "Flame Vein", mais tarde naquele ano, foi lançado o single "Lamp".
Chegando no anos 2000, a banda lança o segundo álbum, "The Living Dead", também sendo lançado o primeiro videoclipe, da música "Glorious Revolution" com lançamento seu segundo single, "Diamond (ダイヤモンド, Daiyamondo), além da realização da sua primeira turnê pelo Japão.. Mais adiante no ano 2000, o Bump of Chicken mudou de gravadora, assinando com a Toy's Factory (que continua sendo a gravadora atual deles até então), logo então lançaram o seu primeiro hit, "Amateur Astronomy (天体観測, Tentai Kansoku)" que a atenção do público, tornando-se uma música muito famosa no Japãoe outubro saiu outro single, o "Small Daisy (ハルジオン, Harujion). Eles realizaram duas turnês ao vivo, a 'Star Porking Tours (スターポーキングツアーズ, Sutaa Pookingu Tsuaazu) em 2001" a partir de março e "Surf Porkin" a partir de julho daquele ano. Já em 2002, foi lançado o seu terceiro álbum, "Jupiter", que devido a sucesso dos singles citados, teve ótimas vendas, sendo um grande passo para a banda. 
No final de 2002, o grupo lançou o single "Snow Smile" e no ano de 2003, houve o lançamento do primeiro single duplo A-side "Lost Man / Sailing Day".A música "Sailing Day" foi usado como tema de encerramento do filme de animação One Piece: Dead End Adventure. O começo de 2004, a Toy's Factory relançou os dois primeiros álbuns do Bump of Chicken, (que foram anteriormente lançados pela High Line), o Flame Vein e o The Living Dead. O mesmo foi lançado como single em março do mesmo ano e esse mesmo álbum teve uma alteração no seu relançamento, sendo adicionada uma música extra, como isso o nome do álbum foi alterado para Flame Vein +1.Em julho de 2004, o grupo lançou Only Lonely Glory (オンリー ロンリー グローリー, Onrī Ronrī Gurōrī),  que se tornou seu primeiro single a ser o número um nas paradas semanais da Oricon. Um mês depois, eles lançaram seu quarto álbum, Yggdrasil (ユグドラシル, Yugudorashiru), que foi seu segundo álbum a alcançar o número um nas paradas semanais da Oricon.  Logo depois, eles lançaram "The Wheel Song (車輪の唄, Sharin no Uta)", do Yggdrasil, como single.    
Em 2005, a banda lançou dois singles, "Planetarium (プラネタリウム, Puranetariumu)" e o segundo single "Supernova / Karma ((supernova/カルマ))". O  Karma (カルマ)foi usado como tema do jogo Tales of the Abyss da Namco.  Inclusive, o vocalista Fujiwara Motoo fez um álbum solo com músicas que ele havia composto para o jogo, chamado "SONG FOR TALES OF THE ABYSS", mostrando suas habilidades como compositor. Já o próximo single da banda, Namida no Furusato (涙のふるさと) se tornou segundo número um do grupo. Em 2007, eles lançaram os singles "Hana no Na (花の名)" e "Mayday (メーデー)" no mesmo dia. Os dois singles alcançaram o número um e dois, respectivamente, nas tabelas semanais da Oricon. O Bump of Chicken lançou seu quinto álbum de estúdio, "Orbital Period", no dia 19 de dezembro de 2007.    
Eles lançaram seu primeiro álbum de compilação, o "Present from You" em 18 de junho de 2008. Este álbum contém o b-sides de singles e outras faixas que não foram lançada para os álbuns. Em 25 de novembro de 2009, a banda lançou seu terceiro single duplo "R.I.P./Merry Christmas", seu primeiro single em dois anos. Em 14 de abril de 2010, eles lançaram "Happy" e em seguida, na semana seguinte, saiu outro single, o "Magical Cooking ~From You to You (魔法の料理 ～君から君へ～, Mahō no Ryōri (Kimi kara Kimi e))". Dois singles também alcançaram o primeiro lugar consecutivamente por duas semanas no Oricon Weekly Charts, a primeira vez que uma banda conseguiu isso desde "Love Parade" e "Onegai! Señorita" da banda Orange Range em 2005. 
Eles lançaram o quarto single duplo "Uchuuhikoushi e no Tegami / Motorcycle (宇宙飛行士への手紙 / モーターサイクル) "em 13 de outubro de 2010, e eles lançaram um videoclipe para a música no canal do YouTube da Toy's Factory em 14 de setembro de 2010, depois ultrapassou 200.000 espectadores por dois dias. Em 15 de dezembro de 2010, eles lançaram o sexto álbum de estúdio, Cosmonaut, mas a música R.I.P./Merry Christmas" não foi incluída nesse álbum.
Em 2011, Bump of Chicken anunciaram que eles escreveram a música "Tomodachi no Uta (友達の唄)" como tema de encerramento do filme de animação 3D do Doraemon, o "Doraemon e a Revolução dos Robôs", e "Tomodachi no Uta" foi lançado como o single em 23 de fevereiro de 2011. Eles também lançaram dois singles, "Smile" em 11 de maio de 2011 e "Zero (ゼロ)" em 19 de outubro de 2011. "Zero" foi usado como tema para videogame da Square Enix, o Final Fantasy Type-0 / HD.No ano 2012, eles lançaram mais dois singles "Good Luck" e "Firefly", em janeiro e setembro respectivamente. "Good Luck" foi apresentado como o tema final do filme japonês "Always Sanchōme no Yūhi '64 (ALWAYS 三丁目の夕日'64)".
Em 6 de março de 2013, Bump of Chicken lançou seu primeiro DVD e álbum ao vivo, "Bump of Chicken Gold Glider Tour 2012", gravado ao vivo no Yoyogi National Gymnasium, em Tóquio, no Japão, em 3 de julho de 2012 e julho saiu as duas coletanias de hit da banda, o BUMP OF CHICKEN I [1999-2004] e BUMP OF CHICKEN II [2005-2010].  Em 2014, foi realizado o sétimo álbum do Bump of Chicken, o ''RAY'' , mas exatamente no dia 3 de março de 2014, incluindo todos os singles "Zero", "Tomodachi no Uta", "Smile", "Good Luck" e "Firefly". Além das músicas "Niji wo Matsu Hito (虹を待つ人)" e "RAY" serem lançada somente digitalmente, além da participação da cantora digital, Hatsune Miku na música "RAY". Ainda no ano 2014, mais três single digital, "You Were Here", Parade (パレード) e "Fighter (ファイター), adendo que a música "Fighter" foi usada mais para frente, no anime March Comes in Like a Lion (3月のライオン, Sangatsu no Raion).
No ano de 2015, eles lançam seu segundo DVD e álbum ao vivo, "BUMP OF CHICKEN WILLPOLIS 2014"  da Tour WILLPOLIS de 2013,no mesmo ano, é lançado o single duplo Hello,world! / Colony (コロニー), a Hello,world! foi usada como música de abertura do anime Blood Blockade Battlefront (血界戦線, Kekkai Sensen) e "Colony" foi usada como tema do filme Parasyte: Part 2 (寄生獣 完結編). No início de 2016, o álbum "Butterflies (【通常盤】), o oitavo disco da banda, contando todos singles já lançados: Hello,world!, Fighter, You were here, Colony e Parade. Iniciando a tour 「BUMP OF CHICKEN STADIUM TOUR 2016 “BFLY” 」.Também é lançado o terceiro DVD e álbum ao vivo, BUMP OF CHICKEN Kessei 20 Shuunenkinen Special Live"20" (BUMP OF CHICKEN結成20周年記念Special Live「20」), os singles Aria (アリア) e Answer (アンサー), esse também sendo usado no March Comes in Like a Lion (3月のライオン, Sangatsu no Raion) com primeira abertura, no final de 2016, foi lançado o quarto DVD e álbum ao vivo, "BUMP OF CHICKEN STADIUM TOUR 2016 "BFLY" NISSAN STADIUM 2016/7/16, 17.
Já em 2017, a música "GO" é usada no o anime do jogo Granblue Fantasy (グランブルーファンタジー)  e em 02 de maio de 2017, saiu o single "Ribbon (リボン) "e 05 de julho de 2017, "Kinen Satsuei (記念撮影)", ambos saíram digitalmente e em setembro foi iniciada a tour「BUMP OF CHICKEN TOUR 2017-2018 PATHFINDER」.
Em 2018, foi lançado mais um DVD e álbum ao vivo, o quinto do grupo, BUMP OF CHICKEN TOUR 2017-2018 PATHFINDER SAITAMA SUPER ARENA, os singles digitais, Bouen no March (望遠のマーチ) e Sirius (シリウス), esse sendo relançado no single regular, junto com Hanashi ga Shitai yo (話がしたいよ) e Spica. "Sirius" e "Spica" são as músicas tema de abertura e fechamento, do anime Juushinki Pandora (Shoji Kawamori) de 2018. A música Gekkou (月虹) esta sendo usada no anime Karakuri Circus de 2018 também.
Atualmente, a Banda lançou o single "Aurora", em 15 de março de 2019 e recentemente anunciaram um novo álbum, chamado " Aurora arc", ele sera lançado em 10 de Julho de 2019 e contando com singles já lançados; Aurora, Aria (アリア), Answer (アンサー ), Ribbon (リボン), Kinen Satsuei (記念撮影), Bouen no March (望遠のマーチ), Sirius (シリウス), Hanashi ga Shitai yo (話がしたいよ) e Spica, junto com mais 7 músicas inéditas.

## Discografia

### Álbums de estudio
| Nome do Disco               | Data de lançamento | Rank na Oricon weekly |
| --------------------------- | ------------------ | --------------------- |
| FLAME VEIN                  | 18.03.1999         | 77# / 16# (2004)      |
| THE LIVING DEAD             | 25.03.2000         | 51# / 19# (2004)      |
| Jupiter                     | 20.02.2002         | 1#                    |
| Yggdrasil (ユグドラシル)    | 25.08.2004         | 1#                    |
| orbital period              | 19.12.2007         | 2#                    |
| COSMONAUT                   | 15.12.2010         | 1#                    |
| RAY                         | 12.03.2014         | 1#                    |
| Butterflies (【通常盤】)    | 10.02.2016         | 1#                    |
| Aurora arc (【初回限定盤】) | 10.07.2019         | -                     |

### Coletâneas
| Nome do Disco                        | Data de lançamento | Rank na Oricon weekly |
| ------------------------------------ | ------------------ | --------------------- |
| present from you (B-Side collection) | 18.06.2008         | 2#                    |
| BUMP OF CHICKEN I 1999-2004          | 03.07.2013         | 1#                    |
| BUMP OF CHICKEN II 2005-2010         | 03.07.2013         | 2#                    |

### Singles
| Nome de Single                                                                                          | Data de lançamento | Rank na Oricon weekly | Álbum           |
| --- | ------------------ | --------------------- | --------------- |
| LAMP | 25.11.1999         | -                     | The Living Dead |
| Diamond (ダイヤモンド)                                                                                  | 20.09.2000         | -                     | Júpiter         |
| Amateur Astronomy (天体観測, Tentai Kansoku)                                                            | 24.03.2001         | 3#                    | Júpiter         |
| Small Daisy (ハルジオン, Harujion)                                                                      | 17.10.2001         | -                     | Júpiter         |
| Lost Man / sailingday (ロストマン)                                                                      | 12.03.2004         | -                     | Yggdrasil       |
| Snow Smile                                                                                              | 18.12.2002         | 3#                    | Yggdrasil       |
| Arue (アルエ)                                                                                           | 03.03.2004         | -                     | Flame Vein      |
| Only Lonely Glory (オンリー ロンリー グローリー)                                                        | 07.06.2004         | -                     | Yggdrasil       |
| Sharin no Uta (車輪の唄; Wheel Song)                                                                    | 01.12.2004         | 3#                    | Yggdrasil       |
| Planetarium (プラネタリウム)                                                                            | 21.07.2005         | 4#                    | Orbital Period  |
| supernova / Karma (カルマ)                                                                              | 23.11.2005         | 2#                    | Orbital Period  |
| Namida no Furusato (涙のふるさと; The Hometown of Tears)                                                | 22.11.2006         | 1#                    | Orbital Period  |
| Hana no Na (花の名; Name of the Flower)                                                                 | 24.10.2007         | 1#                    | Orbital Period  |
| Mayday (メーデー)                                                                                       | 24.10.2007         | 2#                    | Orbital Period  |
| R.I.P / Merry Christmas                                                                                 | 25.11.2009         | 2#                    | Cosmonaut       |
| HAPPY                                                                                                   | 14.04.2010         | 1#                    | Cosmonaut       |
| Mahou no Ryouri ~Kimi Kara Kimi e~ (魔法の料理 ~君から君へ~; Magical Cooking ~From You and to You~)     | 21.04.2010         | 1#                    | Cosmonaut       |
| Uchuuhikoushi e no Tegami / Motorcycle (宇宙飛行士への手紙 / モーターサイクル; Letter to the Astronaut) | 13.10.2010         | 1#                    | Cosmonaut       |
| Tomodachi no Uta (友達の唄; Friend's Song)                                                              | 23.02.2011         | 2#                    | Ray             |
| Smile                                                                                                   | 11.05.2011         | 3#                    | Ray             |
| Zero (ゼロ)                                                                                             | 05.10.2011         | 2#                    | Ray             |
| Good Luck (グッドラック)                                                                                | 18.01.2012         | 1#                    | Ray             |
| firefly                                                                                                 | 12.09.2012         | 2#                    | Ray             |
| Hello,world! / Colony (コロニー)                                                                        | 22.04.2015         | 2#                    | Butterflies     |
| Hanashi ga Shitai yo / Sirius / Spica (話がしたいよ / シリウス / Spica)                                 | 14.11.2018         | 3#                    | Aurora arc      |

### Digital Singles
| Nome de Single                  | Data de lançamento | Álbum       |
| ------------------------------- | ------------------ | ----------- |
| Merry Christmas                 | 25.11.2009         | Cosmonaut   |
| Niji wo Matsu Hito (虹を待つ人) | 21.08.2013         | Ray         |
| ray feat. Hatsune Miku          | 01.08.2014         | Ray         |
| You were here                   | 01.08.2014         | Butterflies |
| Fighter (ファイター)            | 28.11.2014         | Butterflies |
| Parade (パレード)               | 29.11.2014         | Butterflies |
| Hello,world! (TV size version)  | 05.04.2015         | Butterflies |
| Aria (アリア)                   | 17.08.2016         | Aurora arc  |
| Answer (アンサー )              | 21.12.2016         | Aurora arc  |
| Ribbon (リボン                  | 02.05.2017         | Aurora arc  |
| Kinen Satsuei (記念撮影)        | 05.07.2017         | Aurora arc  |
| Bouen no March (望遠のマーチ)   | 23.07.2018         | Aurora arc  |
| Sirius (シリウス)               | 24.09.2018         | Aurora arc  |
| Aurora                          | 15.03.2019         | Aurora arc  |

### DVD/Vídeos
| Nome do DVD                                                                                               | Data de lançamento |
| --- | ------------------ |
| Video Pokeal (ビデオポキール)                                                                             | 25.05.2000         |
| jupiter                                                                                                   | 18.12.2002         |
| Video Pokeal DVD Edition (ビデオポキール DVD版)                                                           | 28.04.2004         |
| Yggdrasil (ユグドラシル)                                                                                  | 01.12.2004         |
| Ningyougeki Guild (人形劇ギルド)                                                                          | 20.09.2006         |
| orbital period                                                                                            | 14.05.2008         |
| BUMP OF CHICKEN GOLD GLIDER TOUR 2012                                                                     | 06.03.2013         |
| BUMP OF CHICKEN WILLPOLIS 2014                                                                            | 04.02.2015         |
| BUMP OF CHICKEN Kessei 20 Shuunenkinen Special Live"20" (BUMP OF CHICKEN結成20周年記念Special Live「20」) | 23.07.2016         |
| BUMP OF CHICKEN STADIUM TOUR 2016 "BFLY" NISSAN STADIUM 2016/7/16, 17                                     | 21.12.2016         |
| BUMP OF CHICKEN TOUR 2017-2018 PATHFINDER SAITAMA SUPER ARENA                                             | 08.08.2018         |